# Spreetal
Spreetal (em alto sorábio: Sprjewiny Doł) é um município da Alemanha localizado no distrito de Bautzen, região administrativa de Dresden, estado da Saxônia.